# Schuttersstraat
De Schuttersstraat is een straat in het historische centrum van Brugge.

## Betekenis
In de Sint-Jorisstraat stonden de gebouwen van de Sint-Jorisgilde voor kruisboogschutters. Aan de achterzijde, in de grote tuin, stond een gaanderij waar de schutters hun oefeningen deden. De straat die er langs liep noemde men Achter Schottersalleye.
Na verloop van jaren werd de 'alleye' een straat. Ze loopt van de Jan Boninstraat naar de Hugo Losschaertstraat. Deze korte straat, die de herinnering aan de schuttersactiviteiten bewaart, is vooral bekend omdat er een Latijnse school stond, waar in de revolutietijd leden van de familie Donche woonden en Lodewijk Vincent Donche de relikwie van het Heilig Bloed verstopte. De gebouwen en de tuin werden vervolgens en tot het begin van de eenentwintigste eeuw het Brugse klooster van de Carmelitessen - Theresianen. Kant Losschaertstraat biedt de Schuttersstraat een brede toegang tot de Rijksschool die er in de negentiende eeuw als normaalschool werd gebouwd.